# Raman Aalipour

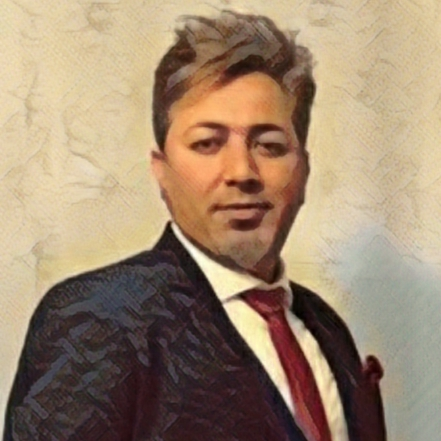
Raman Aalipour

Raman Aalipour oder Raman Allipur (persisch رامان عالی پور, DMG Rāmān ʾĀlī-Pūr; * 29. Juli 1978 in Teheran, Iran) ist ein iranischer Regisseur, Dramaturg und Dozent.

## Leben
Raman Aalipour entstammt einer Theaterfamilie und ist der Sohn von Malek Aalipour, einem iranischen Theaterregisseur. Aalipour war in seinem Heimatland ein anerkannter Regisseur für Theater und Dokumentarfilm, inszenierte in der Türkei und Armenien und lebt inzwischen in Deutschland.
Ab 1997 studierte Aalipour im Iran Regie und Schauspiel und schloss sein Studium im Jahr 2001 mit dem Diplom ab. Im Anschluss daran studierte er Regie und Theater und erhielt im Jahr 2008 seinen Master.
2016 begleitete Aalipour als Regisseur die Aufführung des Stücks Wunschkind in der Kulturwerkstatt Paderborn. Am Silvesterabend 2018 führte er im Paderborner Deelenhaus Heute Abend Tschechow Schwanengesang – Eine Tragödie wider Willen nach Anton Tschechow auf.
Raman Aalipour ist seit 2018 Mitglied der Kulturwerkstatt Paderborn im Bereich Theater, Kabarett und Kleinkunst und leitet dort Theaterworkshops.
Er setzte seine Aktivitäten in Berlin fort und legte den Schwerpunkt auf die Herstellung von Dokumentarfilmen sowie auf Schauspielunterricht. Außerdem schloss er im Jahr 2024 sein Studium der Mediengestaltung in Berlin ab.

## Weiteres Wirken und Werke
- 1997–2015: Regisseur[11] und Schauspieler[12] in Iran, der Türkei und Armenien[13][14]
- 2002: Bildungsdirektor im Filminstitut Kimia-ya Honar
- 2002–2003: Experte und verantwortlich für Theater und Kinotest bei der Ausbildungsorganisation
- 2002–2015: Dozent für Schauspielerei in Iran[15]
- 2003: Direktor der Zentrumsausbildung für Künstlerische Fähigkeiten[16], Jurymitglied des Lorestan Theaterfestivals
- 2004: Bildungsdirektor im Filminstitut Oscar, Leiter und Jurymitglied des Soureh Schulungszentren Theaterfestivals
- 2005: Direktor der Hervorragenden Werkstatt des Kinos, Kritiker des 17. Khuzestan Theaterfestivals
- 2006: Jurymitglied des 6. Ramhormoz Theaterfestivals, Jurymitglied des 6. Arabischen Theaterfestivals
- 2008–2009: Direktor der Supreme Cinema Workshops
- 2009: Jurymitglied des Kordkouy Theaterfestivals
- 2010: Ratsmitglied beim Fernsehzentrum für Planung und Programmrevision
- 2006–2011: Produzent und Moderator beim Staatsfernsehen
- 2011: Bildungsdirektor im Filminstitut Herfehi-ha
- 2011–2012: Berater von Produktionsfirmen[17][18]
- 2014–2015: Synchronisation bei Gems TV
- seit 2017: Mitglied der ZAV Hamburg als Schauspieler
- seit 2017: Theaterregisseur in Deutschland[19]